# Ewa Krzystanek
Ewa Krzystanek – polska neurolog, elektroencefalografka; specjalista rehabilitacji medycznej; doktor habilitowana nauk medycznych; adiunkt w Katedrze Neurologii Wydziału Lekarskiego Śląskiego Uniwersytetu Medycznego w Katowicach; autorka około 60 publikacji; członek Zarządu Głównego Polskiego Towarzystwa Neurologicznego (kadencji 2021–2024); przewodnicząca Oddziału Śląskiego Polskiego Towarzystwa Neurofizjologii Klinicznej; wielokrotnie nagradzana przez Rektora Śląskiego Uniwersytetu Medycznego.

## Kariera naukowa
Habilitowała się 14 listopada 2013 rok dysertacją Jakość życia chorych na stwardnienie rozsiane w kontekście wybranych objawów pozaruchowych, postaci choroby i leczenia.
Badania i zainteresowania naukowe dr hab. Ewy Krzystanek koncentrują się wokół najnowocześniejszych terapii stwardnienia rozsianego, padaczki oraz chorób zwyrodnienia mózgu – choroby Alzheimera i choroby Parkinsona.